# 可翁

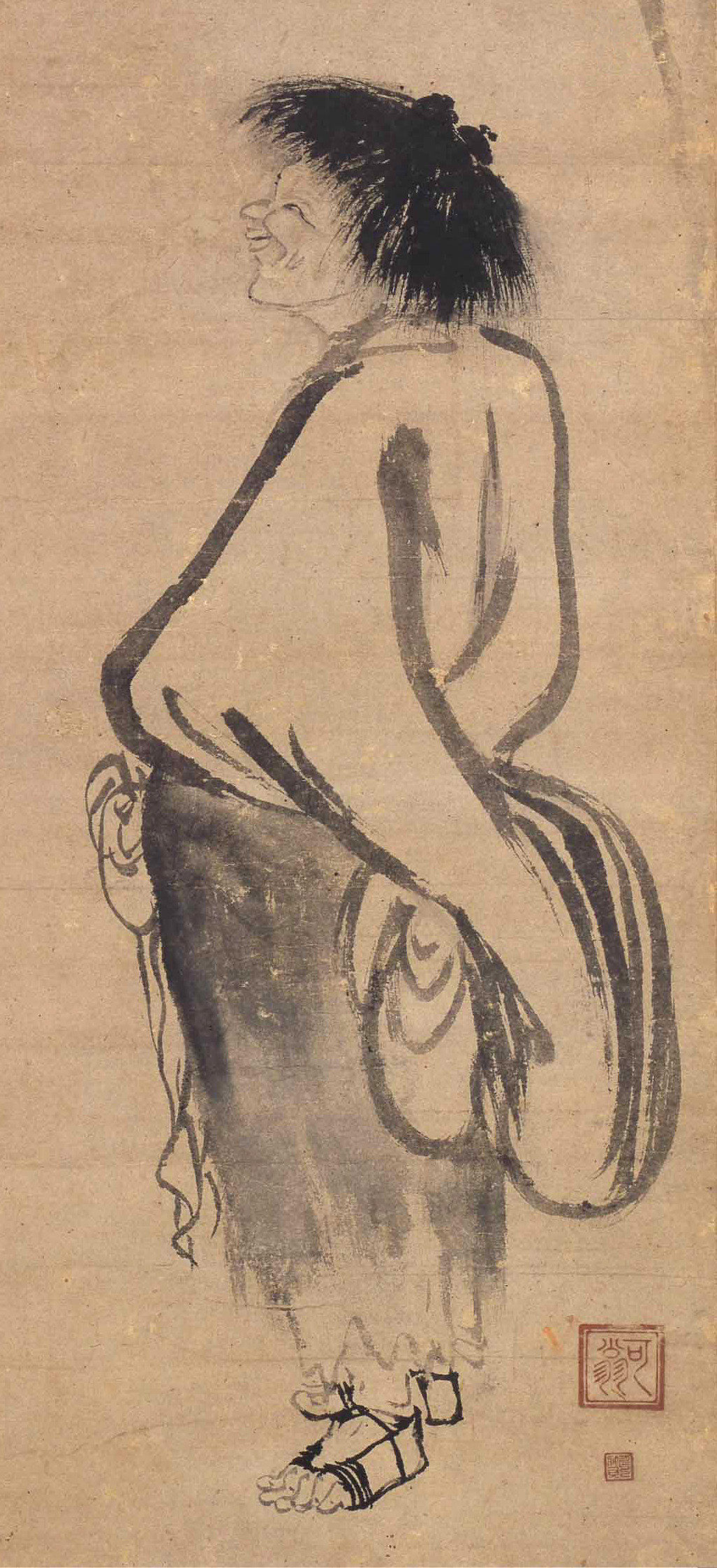
寒山図（国宝:サンリツ服部美術館蔵）

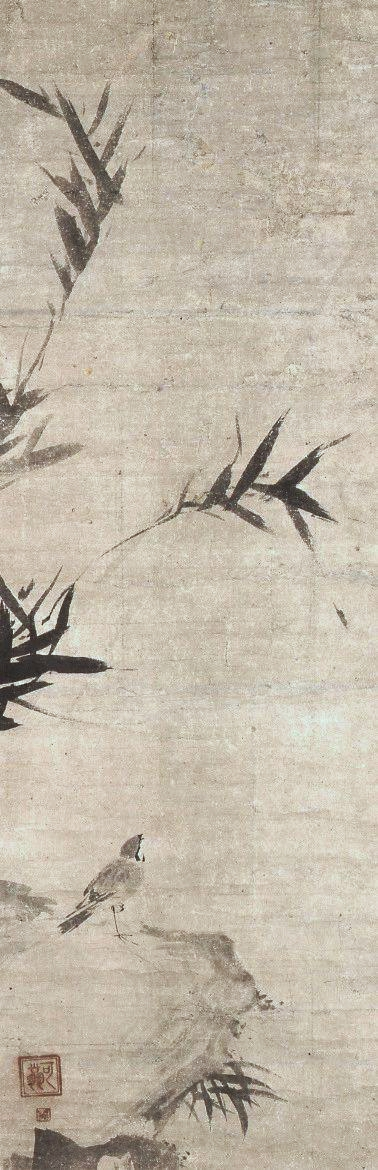
竹雀図（重要文化財、大和文華館蔵）本来雀の視線の先にもう1羽雀がいたが、いつしか削り取られている

可翁（かおう、生没年不詳）は、鎌倉時代末期～南北朝時代にかけて活躍した画人。 黙庵らと共に日本の初期水墨画を代表する存在として名高い。
彼の作品に押捺されている二つの印章の解釈に従い、二通りの説がある。一つは、「可翁」の朱文方印の下に「仁賀」と判読される小さな朱文方印が押されることから、「可翁仁賀」という「賀」の字が付く事が多い詫磨派の絵仏師であるとする説。もう一つは「可翁」の方を重視し、可翁宗然という禅僧とする説である。この可翁は、筑後国出身で建長寺の南浦紹明に参じた後、元応2年（1320年）に元に渡り中峰明本、古林清茂などに参学、嘉暦元年（1326年）帰国後、博多崇福寺や京都万寿寺、建長寺、南禅寺に入寺、貞和元/興国6（1345年）に示寂した、当時の禅宗界の大立者である。宗然については同時代の記録も多いが、禅余の絵事に触れた史料はない。

## 代表作
| 作品名     | 技法     | 形状・員数 | 寸法（縦x横cm） | 所有者             | 年代 | 落款・印章 | 文化財指定 | 備考                                                                   |
| ---------- | -------- | ---------- | --------------- | ------------------ | ---- | ---------- | ---------- | ---------------------------------------------------------------------- |
| 寒山図     | 紙本墨画 | 1幅        |                 | サンリツ服部美術館 |      |            | 国宝       |                                                                        |
| 蜆子和尚図 | 紙本墨画 | 1幅        | 87.0x34.5       | 東京国立博物館     |      |            | 重要文化財 |                                                                        |
| 竹雀図     | 紙本墨画 | 1幅        |                 | 大和文華館         |      |            | 重要文化財 |                                                                        |
| 梅雀図     |          |            |                 | 梅沢記念館         |      |            |            |                                                                        |
| 寒山拾得図 | 紙本墨画 | 2幅        |                 | 茨城県立歴史館     |      |            |            |                                                                        |
| 寒山拾得図 |          | 2幅        |                 | 個人               |      |            |            |                                                                        |
| 楼閣山水図 |          | 1幅        |                 | 個人               |      |            |            |                                                                        |
| 寒山図     | 紙本墨画 | 1幅        | 104.5x31.4      | フリーア美術館     |      |            |            | 面貌に図柄の形を取るための当りと思われる小さな墨点が数か所認められる。 |
| 出山釈迦図 |          | 1幅        |                 | 鹿王院             |      |            | 重要文化財 | 伝可翁                                                                 |

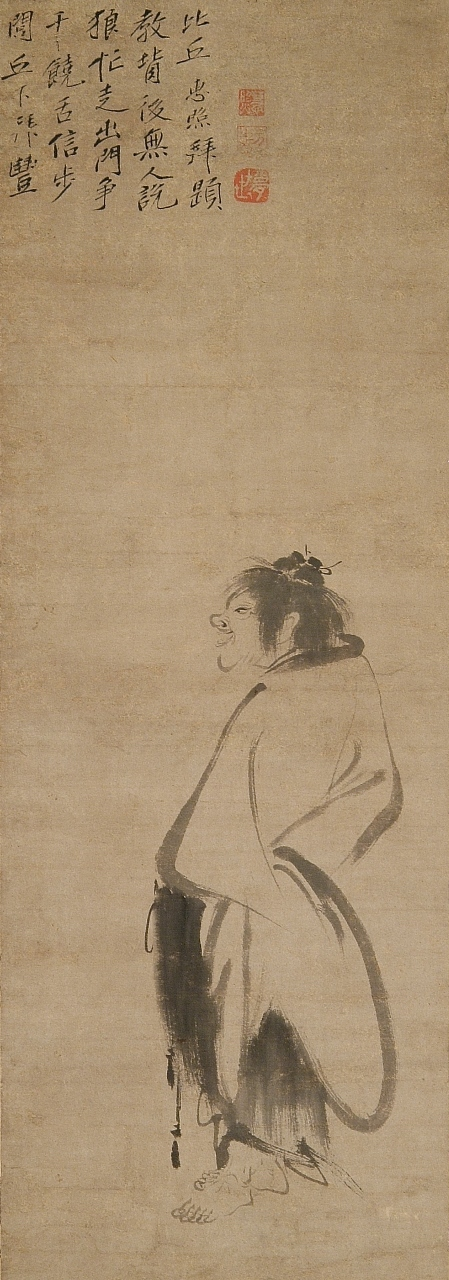
「寒山図」伝 可翁筆 大千恵照賛 菅原通済コレクション常盤山文庫（英語版）蔵
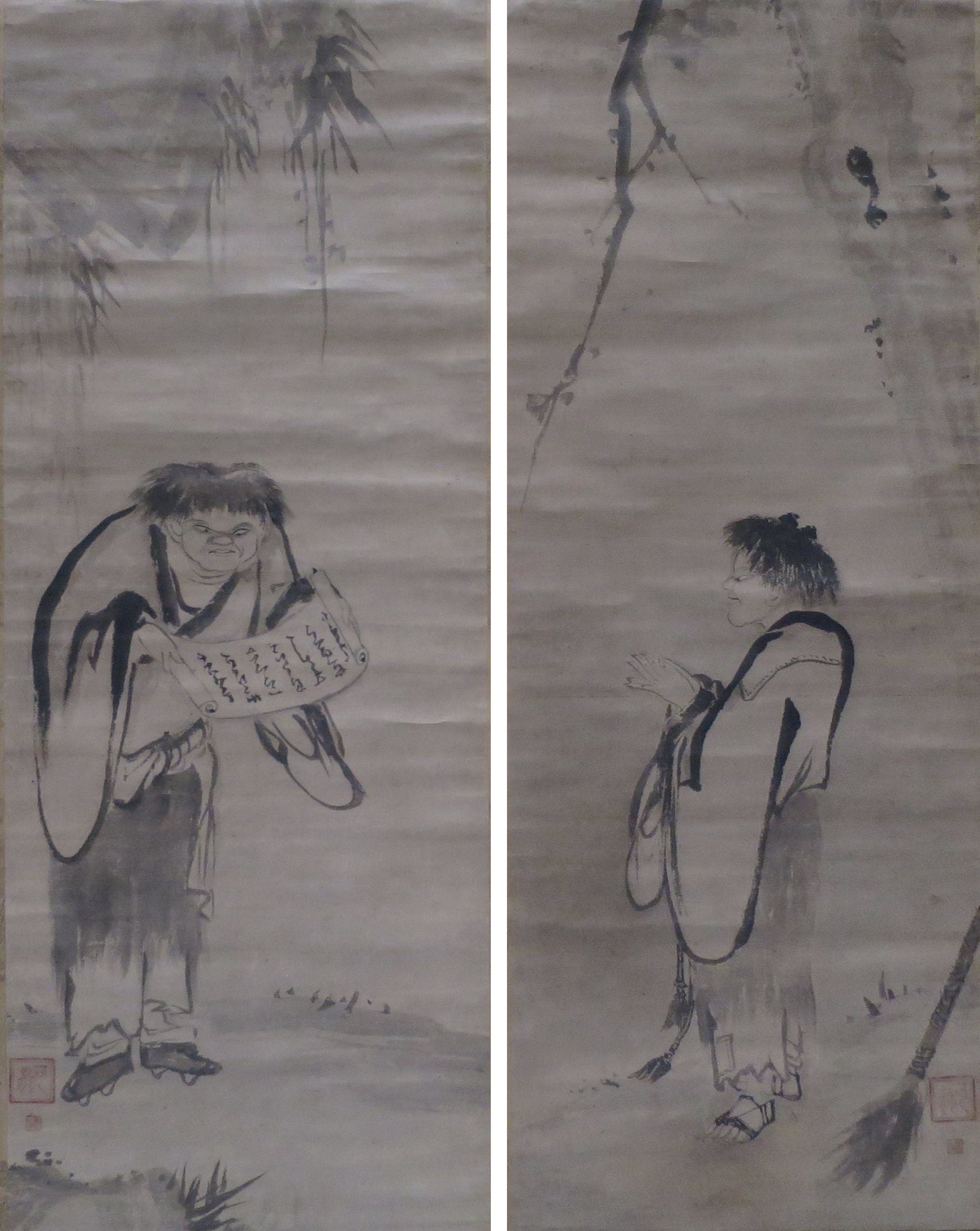
「寒山拾得」(左:拾得)東京国立博物館蔵
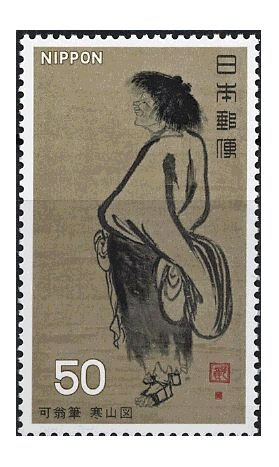
特殊切手 国宝シリーズ

## 参考資料
- 海老根聰郎 『日本の美術333 水墨画─黙庵から明兆へ』 至文堂、1994年 ISBN 978-4-784-33333-2